# Matěj Pekař
Matěj Pekař (* 10. února 2000 Turnov) je český hokejový útočník hrající za tým HC VERVA Litvínov v Tipsport extralize. Draftován do NHL byl v roce 2018 ve čtvrtém kole týmem Buffalo Sabres na celkově 94. pozici.
V sezoně 2017/2018 působil v týmu Muskegon Lumberjacks v USHL. Zde si připsal v 56 zápasech 54 bodů za 14 branek a 40 asistencí a byl jako první český hráč v historii vyhlášen nejlepším nováčkem sezony USHL. V říjnu 2018 podepsal tříletý nováčkovský kontrakt s týmem Buffalo Sabres.